# Église Saint-Lambert d'Ébouleau
L'église Saint-Lambert d'Ébouleau est une église située à Ébouleau, en France.

## Localisation
L'église est située sur la commune de Ébouleau, dans le département de l'Aisne.